# 유미나
유미나(柳美那, 1951년 3월 1일 ~ )는 대한민국의 배우이다. 재일교포이다.

## 수상
- 1977년 백상예술대상 영화부문 신인상 (여자들만 사는 거리)